# Loi sur l'aide aux personnes et aux familles
Lire en ligne

Publications du Québec : Version consolidée officielle

Loi sur le soutien du revenu et favorisant l’emploi et la solidarité sociale (L.R.Q, ch. S-32.001)
La Loi sur l'aide aux personnes et aux familles est la principale loi québécoise en matière d'aide sociale et de soutien aux personnes et familles démunies. Il s'agit d'une loi importante pour les fins des programmes de lutte contre la pauvreté du gouvernement québécois. 

## Parcours législatif
La première version du projet de loi 57 est déposée le 11 juin 2004 par Claude Béchard, alors ministre de l'Emploi, de la Solidarité sociale et de la Famille. 
Le projet est abondamment discuté en octobre 2004 et novembre 2004 par la Commission des affaires sociales de l'Assemblée nationale. La commission reçoit ainsi près de 80 mémoires commentant la réforme ainsi proposée.
La commission dépose son rapport le 26 novembre 2004 et le principe du projet de loi est adopté le 8 décembre 2004 par 65 voix pour et 46 contre (aucune abstention). Les députés du Parti libéral ont tous voté pour la motion tandis que les députés du Parti québécois et de l'Action démocratique ont voté contre,.
La session de l'Assemblée nationale est alors suspendue jusqu'au 8 mars 2005 mais le projet de loi 57 est réinscrit au feuilleton et poursuit son parcours législatif. Le projet de loi est alors pris en main par Michelle Courchesne qui a été nommée ministre de l'Emploi et de la Solidarité sociale le 18 février 2005.

## Réception dans l'opinion
Plusieurs mesures du projet de loi 54 suscitent une forte réaction de l'opinion publique : 
- L'indexation partielle des allocations pour les personnes aptes au travail[6];
- La possibilité de saisir une partie des versements d'aide sociale pour des loyers impayés sur demande du propriétaire lésé à la Régie du logement[7],[8].

Le gouvernement recule en disant ne pas vouloir appliquer la dernière mesure et indique vouloir seulement créer une discussion sur le sujet:

« Mon intention n'est pas de mettre en vigueur cette mesure. Elle est là [dans le projet de loi] pour avoir la discussion »

— Claude Béchard, ministre de l'Emploi, de la Solidarité sociale et de la Famille
.
La mesure de non-indexation est vivement critiquée dans la population et plusieurs organismes, notamment par le Barreau du Québec et la Protectrice du citoyen :

« L'augmentation du coût de la vie touche tout le monde. L'indexation ne devrait-elle pas être accordée à tous les prestataires, sans égard à leur statut, puisque le marché, lui, ne crée pas de distinction? »

— Pauline Champoux-Lesage, protectrice du citoyen
.
Le 4 octobre 2004, le Parti québécois, par l'intermédiaire de Camil Bouchard, son porte-parole en matière de solidarité sociale, exige le retrait immédiat du projet de loi parlant d'un projet « sournois, rétrograde, dangereux » et mal reçu par la population.
Alors que le projet de loi est toujours à l'étude, le gouvernement Charest institue au 1er janvier 2005 une pénalité de 100 $ (appelée « clause Tanguy » dans les médias) par mois pour les allocataires de l'aide sociale qui habitent chez leurs parents et dont au moins un des deux travaille,.
La veille de l'adoption définitive du projet de loi, Françoise David (alors porte-parole d'Option citoyenne) et Denise Veilleux (alors porte-parole de l'UFP) publient une tribune dans Le Devoir critiquant plusieurs mesures du projet de loi 57.

### Textes législatifs
- Loi sur l'aide aux personnes et aux familles, RLRQ, c. A-13.1.1  (lire en ligne, consulté le 22 avril 2023)